# Condado del Castillo
El condado del Castillo es un título nobiliario español creado el 24 de noviembre de 1805 por el rey Carlos IV con Grandeza de España a favor de Juan Clemente Núñez del Castillo y Molina, IV marqués de San Felipe y Santiago.
Armas: En campo de gules, una banda, de plata, acompañada en lo alto de un castillo, del mismo metal.

## Condes del Castillo
|                        | Titular                                                   | Periodo                |
| Creación por Carlos IV | Creación por Carlos IV                                    | Creación por Carlos IV |
| ---------------------- | --------------------------------------------------------- | ---------------------- |
| I                      | Juan Clemente Núñez del Castillo y Molina                 | 1805-1821              |
| II                     | Juan Francisco Núñez del Castillo y Espinosa de Contreras | 1821-1849              |
| III                    | María Francisca Núñez del Castillo y Montalvo             | 1851- ?                |
| IV                     | Benjamín Carlos Núñez del Castillo y Durel                | 1902-1907              |
| V                      | José María Montalvo y de la Cantera                       | 1907-1920              |
| VI                     | José Ignacio de la Cámara y O'Reilly                      | 1920-                  |
| VII                    | José Ignacio de la Cámara y Argüelles                     | 1987-1992              |
| VIII                   | María de los Ángeles Vivian de la Cámara y Rodríguez      | 1996-actual titular    |

## Historia de los Condes del Castillo
- Juan Clemente Núñez del Castillo y Molina (1754-1821), I conde del Castillo, IV marqués de San Felipe y Santiago de Bejucal.

1. Casó con María Ignacia Espinosa de Contreras y Jústiz. Le sucedió su hijo:

- Juan Francisco Núñez del Castillo y Espinosa de Contreras (1773-1849), II conde del Castillo, V marqués de San Felipe y Santiago de Bejucal.

1. Casó con María Encarnación Montalvo y O'Farrill.
2. Casó con María de los Dolores Pedroso y Echevarría. Le sucedió, del primer matrimonio, su hija:

- María Francisca Núñez del Castillo y Montalvo (n. en 1806), III condesa del Castillo.

1. Casó con Manuel O'Reilly y Calvo de la Puerta IV conde de Buenavista, III conde de O'Reilly. A su muerte el título de conde del Castillo, quedó vacante y finalmente caducado.

Rehabilitado en 1902 por:
- Benjamín Carlos Núñez del Castillo y Durel, IV conde del Castillo, VI Marquesado de San Felipe y Santiago. Perdió sus derechos judicialmente, a favor de:

- José María Montalvo de la Cantera, V conde del Castillo, VII Marquesado de San Felipe y Santiago, IV conde de Casa Montalvo. Perdió sus derechos judicialmente a favor de:

María Francisca O'Reilly y Pedroso, V marquesa de Jústiz de Santa Ana, (había casado con Juan Ignacio de la Cámara y Morell). Cedió los derechos a su hijo:
- José Ignacio (Marcelo Ramón Francisco de las Mercedes de Nuestra Señora del Sagrado Corazón de Jesús) de la Cámara y O'Reilly (La Habana, Cuba, 16 de enero de 1894 - ¿?), VI conde del Castillo, VIII Marquesado de San Felipe y Santiago.

1. Casó con María Josefa Argüelles y Claussó. Le sucedió su hijo:

- José Ignacio de la Cámara y Argüelles (La Habana, Cuba, 2 de febrero de 1922 - Miami, Flórida, 19 de diciembre de 1992), VII conde del Castillo, IX marqués de San Felipe y Santiago.

1. Casó con María de los Ángeles Rodríguez.
2. Casó con Rosa Alsina y Lora. Le sucedió su hija:

- María de los Ángeles Vivian de la Cámara y Rodríguez (La Habana 12 de septiembre de 1953), VIII condesa del Castillo.

1. Casó con Alberto J. Jorge-Rassi. son sus hijos:

- Albert A Jorge-Rassi de la Cámara, (Madrid, 22 de junio de 1974).
- Alexander M Jorge-Rassi de la Cámara, (Miami, Flórida, EUA, 21 de agosto de 1981).
- Christopher G Jorge-Rassi de la Cámara, (Miami, Flórida, EUA, 1 de diciembre de 1982).